# 桝田與三郎
桝田 與三郎（桝田 与三郎、ますだ よさぶろう、1880年（明治13年）5月28日 - 1951年（昭和26年）9月30日）は、日本の政治家（愛媛県会議員）、商人（生糸繭屑物商）、愛媛県多額納税者、実業家。桝田製糸社長。愛媛県製糸業組合長。大洲銀行取締役、同監査役。旧姓・井上。

## 人物
愛媛県西宇和郡三机村（後瀬戸町、現伊方町）大字大江出身。井上安次郎の三男。大江小学校卒業後大洲に来て、呉服雑貨商・河野真太郎方に入り、商いについて学んだ。1899年、桝田家に養子入籍、1901年、生糸繭屑物売買業を開始し、後桝田商店として蚕糸業に足を踏みこんだ。
1915年、若宮に製糸工場を開設「伊予生糸」と称する生糸を生産した。1927年、桝田製糸の社長となり、愛媛県製糸業組合長に就任した。また大洲銀行取締役、監査役、町会議員、同議長、喜多郡町村議長会会長、全国町村議長会幹事に就任した。1931年、愛媛県会議員に当選した。
貴族院多額納税者議員選挙の互選資格を有した。藍綬褒章を授与された。住所は愛媛県喜多郡大洲町（現大洲市）。

## 家族・親族
桝田家
- 妻・タカ（1882年 - ?、愛媛、戸田勘蔵の長女）[6][7]
- 長男・福太郎（1899年 - ?、野村生命・東京生命社員）[6][7]
- 二男・長次郎（1902年 - ?）[3][6]
- 三男・啓三郎[3][7]（1904年 - 1990年、哲学者、東京都立大学名誉教授）
- 四男・徳夫[3][6]（1908年 - ?）
- 五男・要[3][6]（1911年 - ?）
- 長女、二女[6]
- 孫[6]